# Alysson Edward
Alysson Edward Franco da Rocha dos Santos (Apucarana, 5 maggio 2006) è un calciatore brasiliano, attaccante del Grêmio.

## Carriera

### Club
È cresciuto nel settore giovanile del Grêmio, con cui ha firmato il primo contratto professionistico nel maggio del 2022. Ha debuttato in prima squadra il 7 luglio 2024 nell'incontro di Série A perso 3-0 contro la Juventude. Il 5 maggio 2025 è stato promosso definitivamente in prima squadra; nel 2025 debutta anche nelle competizioni CONMEBOL per club, prendendo parte alla Coppa Sudamericana.

### Nazionale
Ha giocato nella nazionale brasiliana Under-16.

## Statistiche

### Presenze e reti nei club
Statistiche aggiornate all'11 maggio 2025.
| Stagione        | Squadra         | Campionato      | Campionato | Campionato | Coppe nazionali | Coppe nazionali | Coppe nazionali | Coppe continentali | Coppe continentali | Coppe continentali | Altre coppe | Altre coppe | Altre coppe | Totale | Totale | Totale |
| Stagione        | Squadra         | Comp            | Pres       | Reti       | Comp            | Pres            | Reti            | Comp               | Pres               | Reti               | Comp        | Pres        | Reti        | Pres   | Reti   |        |
| --------------- | --------------- | --------------- | ---------- | ---------- | --------------- | --------------- | --------------- | ------------------ | ------------------ | ------------------ | ----------- | ----------- | ----------- | ------ | ------ | ------ |
| 2024            | Grêmio          | PD/RS+A         | 0+3        | 0          | CB              | 0               | 0               | CL                 | 0                  | 0                  | -           | -           | -           | 3      | 0      |        |
| 2025            | Grêmio          | PD/RS+A         | 0+5        | 0          | CB              | 1               | 0               | CS                 | 2                  | 0                  | -           | -           | -           | 8      | 0      |        |
| Totale carriera | Totale carriera | Totale carriera | 8          | 0          |                 | 1               | 0               |                    | 2                  | 0                  |             | -           | -           | 11     | 0      |        |

## Palmarès

### Club

#### Competizioni statali
- Campionato Gaúcho: 1

Grêmio: 2024